# Jan Švankmajer
Jan Švankmajer (Prag, 4. rujna 1934.) je češki filmski redatelj i umjetnik.

## Životopis
Jan Švankmajer rođen je u Pragu, tada Čehoslovačka. Rani utjecaj na njegov kasniji umjetnički razvoj imalo je kazalište lutaka koje je dobio za Božić kao dijete. Kasnije je studirao lutkarstvo i industrijski dizajn. Poslije odlazi raditi na Laternu Magiku. Od 1964. godine počeo je režirati animirane, lutkarske, filmove nadrealističkoga duha.
Mnogi njegovi filmovi, izrađeni su iz dječje perspektive, dok u isto vrijeme često imaju doista uznemirujuće i čak agresivne sadržaje. Godine 1972. komunističke vlasti su mu zabranili daljnju izradu filmova, a mnogi od njegovi filmova su bili zabranjeni. Bio je gotovo nepoznata na Zapadu sve do početka 1980-ih. Danas je Švankmajer jedan od najslavnijih animatora na svijetu. Među njegovim najpoznatijim djelima su:  Otrantski dvorac (1977.), Jama i njihalo (1983.), Alisa u zemlji čuda (1988.) I Faust (1994.)
Bio je oženjen za Evu Švankmajerovu, međunarodno priznatu slikaricu do njezine smrti u listopadu 2005. Na Svjetskom festivalu animiranog filma - Animafest Zagreb 2000. dobio je nagradu za životno djelo.
Dana 27. srpnja 2013. godine dobio je nagradu za inovacije i kreativnost OD Circolino dei Filmsa, neovisne talijanske kulturne organizacije. 10. srpnja 2014. godine, dobio je FIAF nagradu u posebnoj svečanosti u Karlovym Varyma.

## Vanjske poveznice
- Animacije Jan Svankmajer na Keyframe - the Animation Resource (engl.)
- Svankmajerov Faust (engl.)